# 226 Weringia
226 Weringia è un asteroide della fascia principale del diametro medio di circa 33,83 km. Scoperto nel 1882, presenta un'orbita caratterizzata da un semiasse maggiore pari a 2,7120015 UA e da un'eccentricità di 0,2048019, inclinata di 15,92242° rispetto all'eclittica.
Il suo nome è dedicato a Währing, un quartiere di Vienna.